# Marskal af Jugoslavien
Marskal af Jugoslavien (serbokroatisk, slovensk: Maršal Jugoslavije, kyrillisk: Маршал Југославије; makedonsk: Маршал на Југославија) var den højeste rang i den jugoslaviske folkehær (ligestillet med en feltmarskal), og fungerede samtidig som en jugoslavisk hædersbevisning.
Den eneste person der nogensinde kom til at besidde rang som "Marskal af Jugoslavien" var Josip Broz Tito, og udtrykket "Marskal" blev synonymt med hans navn i Jugoslavien. Han modtog forfremmelsen på det antifascistiske råd for Jugoslaviens nationale befrielses anden sammenkomst i Jajce 29. november 1943, og beholdt titlen frem til sin død 4. maj 1980.

## Adjudanter til marskallen af Jugoslavien
- Boško Čolić (1943–1949)
- Milan Žeželj (1949–1961)
- Luka Božović (1961–1966)
- Anđelko Valter (1966–1971)
- Marko Rapo (1971–1976)
- Đuka Balenović (1976–1977)
- Tihomir Vilović (1977–1979)
- Zvonimir Kostić (1979–1980)

## Galleri
- Den første marskaluniform fra den nationale befrielseskrig.
- Marskaluniform for den jugoslaviske flåde.

## Fodnoter
1. ↑  "Josip Broz Tito: Chronology Part Two". Arkiveret fra originalen 27. maj 2010. Hentet 3. juli 2010.